# حترشة
حِترِشَة (الاسم العلمي: Evermannella)، جنس أسماك من فصيلة سمك سيفي السن.

## الأنواع
يوجد حاليًا خمسة أنواع معترف بها داخل الجنس
- Evermannella ahlstromi R. K. Johnson & Glodek, 1975
- Evermannella balbo (A. Risso, 1820) (Balbo sabretooth)
- Evermannella indica أوقست براور, 1906
- Evermannella megalops R. K. Johnson & Glodek, 1975
- Evermannella melanoderma ألبرت إيدي بار, 1928 (Indian sabertooth)